# Damenbundesliga 2017
La Damenbundesliga 2017 è la 28ª edizione del campionato di football americano femminile di primo livello, organizzato dalla AFVD.

## Squadre partecipanti
| Club                   | Città             | Stadio | Sponsor ufficiale | Risultato nella stagione 2016 |
| ---------------------- | ----------------- | ------ | ----------------- | ----------------------------- |
| Allgäu Comets          | Kempten           |        |                   |                               |
| Berlin Kobra Ladies    | Berlino           |        |                   |                               |
| Hamburg Amazons        | Amburgo           |        |                   |                               |
| Kiel Baltic Hurricanes | Kiel              |        |                   |                               |
| Mainz Golden Eagles    | Magonza           |        |                   |                               |
| München Rangers        | Monaco di Baviera |        |                   |                               |
| Munich Cowboys Ladies  | Monaco di Baviera |        |                   |                               |

## Stagione regolare

### Calendario

#### 1ª giornata
| Wilmersdorf 13 maggio 2017, ore 15:00 | Berlin Kobra Ladies | 38 – 12 (16-6 6-6 8-0 8-0) | Hamburg Amazons |  |

#### 2ª giornata
| Monaco di Baviera 28 maggio 2017, ore 15:00 | München Rangers | 0 – 24 (0-3 0-7 0-0 0-14) | Mainz Golden Eagles | Dantestadion |

#### 3ª giornata
| Monaco di Baviera 10 giugno 2017, ore 11:00 | Munich Cowboys Ladies | 80 – 6 (28-0 22-0 16-6 14-0) | Allgäu Comets | Dantestadion |

| Amburgo 11 giugno 2017, ore 11:00 | Hamburg Amazons | 40 – 12 (8-12 20-0 6-0 6-0) | Berlin Kobra Ladies | Jahnring |

#### 4ª giornata
| Wilmersdorf 17 giugno 2017, ore 19:00 | Berlin Kobra Ladies | 46 – 0 (22-0 0-0 8-0 16-0) | Kiel Baltic Hurricanes |  |

| Monaco di Baviera 18 giugno 2017, ore 19:00 | München Rangers | 0 – 36 (0-22 0-0 0-0 0-14) | Munich Cowboys Ladies | Dantestadion |

#### 5ª giornata
| Kempten 25 giugno 2017 | Allgäu Comets | 6 – 14 (0-0 6-0 0-7 0-7) | München Rangers | Illerstadion |

#### 6ª giornata
| Amburgo 2 luglio 2017, ore 15:00 | Hamburg Amazons | 68 – 6 (15-0 33-0 0-6 20-0) | Kiel Baltic Hurricanes | Jahnring |

#### 7ª giornata
| Magonza 9 luglio 2017 | Mainz Golden Eagles | 54 – 0 | Allgäu Comets | BSA Mombach |

#### 8ª giornata
| 23 luglio 2017 | München Rangers | 28 – 0 (7-0 14-0 7-0 0-0) | Allgäu Comets |  |

| 23 luglio 2017 | Mainz Golden Eagles | 6 – 19 (0-12 6-0 0-7 0-0) | Munich Cowboys Ladies |  |

#### 9ª giornata
| 29 luglio 2017 | Allgäu Comets | 0 – 64 (0-24 0-24 0-0 0-16) | Munich Cowboys Ladies |  |

| 30 luglio 2017 | Mainz Golden Eagles | 45 – 0 (0-0 17-0 7-0 21-0) | München Rangers |  |

#### 10ª giornata
| 12 agosto 2017 | Munich Cowboys Ladies | 18 – 6 (6-0 6-0 0-0 6-6) | München Rangers |  |

| 13 agosto 2017 | Allgäu Comets | 0 – 48 (0-13 0-14 0-21 0-0) | Mainz Golden Eagles |  |

| 13 agosto 2017 | Kiel Baltic Hurricanes | 0 – 26 (0-15 0-3 0-8 0-0) | Hamburg Amazons |  |

#### 11ª giornata
| 27 agosto 2017 | Kiel Baltic Hurricanes | 0 – 54 (0-8 0-16 0-14 0-16) | Berlin Kobra Ladies |  |

### Classifica
Le classifiche della regular season sono le seguenti.
- PCT = percentuale di vittorie, G = partite giocate, V = partite vinte,  P = partite perse, PF = punti fatti, PS = punti subiti

#### Gruppo A
| Pos. | Squadra                | PCT  | G | V | N | P | PF  | PS  |
| ---- | ---------------------- | ---- | - | - | - | - | --- | --- |
| 1    | Hamburg Amazons        | .750 | 4 | 3 | 0 | 1 | 146 | 56  |
| 2    | Berlin Kobra Ladies    | .750 | 4 | 3 | 0 | 1 | 150 | 52  |
| 3    | Kiel Baltic Hurricanes | .000 | 4 | 0 | 0 | 4 | 6   | 194 |

#### Gruppo B
| Pos. | Squadra               | PCT   | G | V | N | P | PF  | PS  |
| ---- | --------------------- | ----- | - | - | - | - | --- | --- |
| 1    | Munich Cowboys Ladies | 1.000 | 5 | 5 | 0 | 0 | 217 | 18  |
| 2    | Mainz Golden Eagles   | .800  | 5 | 4 | 0 | 1 | 177 | 19  |
| 3    | München Rangers       | .333  | 6 | 2 | 0 | 4 | 48  | 129 |
| 4    | Allgäu Comets         | .000  | 6 | 0 | 0 | 6 | 12  | 288 |

## Playoff e playout

### Tabellone
|  | Semifinali | Semifinali            | Semifinali |                     |    | XXVI Ladies Bowl    | XXVI Ladies Bowl | XXVI Ladies Bowl |  |
|  |            |                       |            |                     |    |                     |                  |                  |  |
|  | 1A         | Hamburg Amazons       | 26         |                     |    |                     |                  |                  |  |
|  | 1A         | Hamburg Amazons       | 26         |                     |    |                     |                  |                  |  |
|  | 2B         | Mainz Golden Eagles   | 36         |                     |    |                     |                  |                  |  |
|  | 2B         | Mainz Golden Eagles   | 36         |                     | 2B | Mainz Golden Eagles | 26               |                  |  |
|  |            |                       |            |                     | 2B | Mainz Golden Eagles | 26               |                  |  |
|  |            |                       | 2A         | Berlin Kobra Ladies | 32 |                     |                  |                  |  |
|  | 2A         | Berlin Kobra Ladies   | 2A         | Berlin Kobra Ladies | 32 | 18                  |                  |                  |  |
|  | 2A         | Berlin Kobra Ladies   |            |                     |    |                     |                  |                  |  |
|  | 1B         | Munich Cowboys Ladies | 6          |                     |    |                     |                  |                  |  |

### Semifinali
| 3 settembre 2017 | Hamburg Amazons | 26 – 36 (14-0 0-14 6-14 6-8) | Mainz Golden Eagles |  |

| 9 settembre 2017 | Munich Cowboys Ladies | 6 – 18 (0-6 0-6 6-0 0-6) | Berlin Kobra Ladies |  |

### XXVI Ladies Bowl
| 24 settembre 2017 | Mainz Golden Eagles | 26 – 32 (6-0 7-14 7-12 6-6) | Berlin Kobra Ladies |  |

## Verdetti
- Berlin Kobra Ladies Campionesse della Germania 2017